# Tar Zerind
Tar Zerind (? – c. 971), fue un señor noble húngaro de principios de finales del siglo IX, padre de Cupan. Se presume que Tar Zerind fue hijo del señor noble Tevel, el cual era a su vez hijo de Tarhos, el hijo del gran príncipe Árpad. Esto convertiría a Tar Zerind en bisnieto de Árpad y según las costumbres cristianas, posible heredero al trono del Principado húngaro. 

## Pretensiones sobre el poder del Principado húngaro de Cupan, hijo de Tar Zerind
Tras la muerte de Tar Zerind, décadas más tarde, su hijo Cupan mantendría pretensiones sobre el mando del Principado. Luego de que en 972 el príncipe Géza de Hungría se convirtiese al Cristianismo, se acabaría con la costumbre pagana del senioratus, donde el miembro de más edad en la familia sería el que tomase el mando, sin importar si se tratase de un heredero directo. Luego de la muerte del príncipe Taksony, Géza obtendría el mando, no por ser su hijo, sino por ser el mayor en la familia, y así probablemente luego del fallecimiento de Géza, su hermano menor Miguel, hubiese recibido el poder. Tras la temprana muerte de Miguel y el nacimiento del hijo de Géza, San Esteban I, comenzarían los intentos de Cupan de tomar el mando, hijo de Tar Zerind, quien sería derrotado y muerto por san Esteban. 